# Eladio Dieste
Eladio Dieste (Artigas, 10 dicembre 1917 – Montevideo, 29 luglio 2000) è stato un ingegnere e architetto uruguaiano.

## Biografia

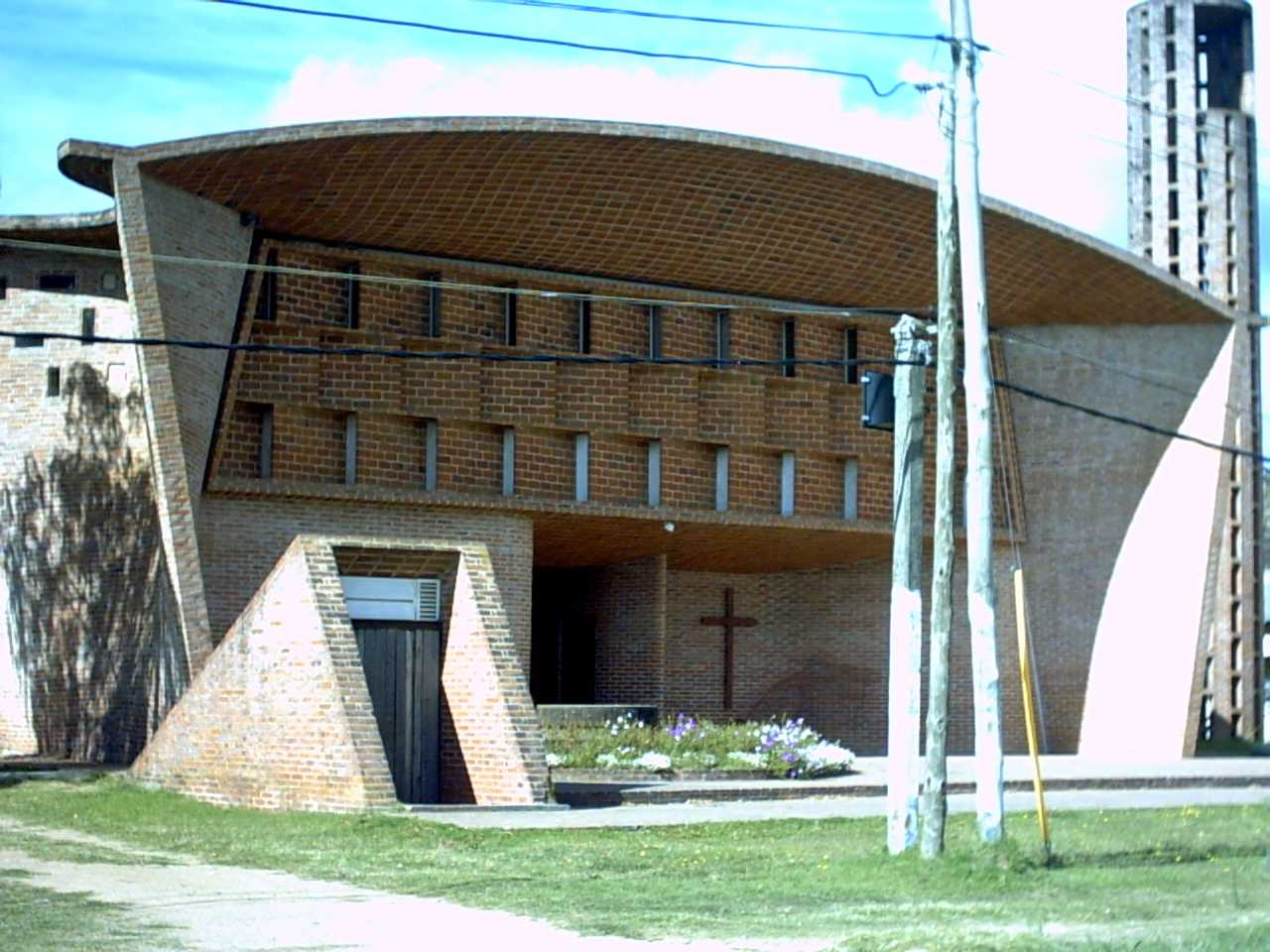
La chiesa di Cristo Operaio ad Atlántida

Ha raggiunto la notorietà costruendo diversi tipi di strutture: silos per il grano, capannoni industriali, mercati e chiese, tutte in Uruguay e tutte di eccezionale eleganza. Una sua particolare innovazione fu la sua volta gaussiana, una struttura a conchiglia per tetti ad una fila di mattoni, la cui resistenza e solidità proviene da un arco a doppia curvatura catenaria, particolarmente efficace contro l'instabilità a carico di punta.
Vi sono stati numerosi architetti in America Latina che hanno condiviso con Dieste lo stesso linguaggio modernista, fra cui Carlos Raúl Villanueva in Venezuela e Félix Candela in Messico, ma Dieste si è distinto per aver tenuto in stretta correlazione l'architettura e l'ingegneria strutturale, anche nelle opere minori. I suoi edifici hanno generalmente coperture con volte a conchiglia realizzate in mattoni e piastrelle di ceramica. Questa tecnica di costruzione è più economica rispetto al cemento armato e non richiede costoloni né travi. Questo approccio è innovativo anche nel panorama mondiale.
Dieste ricorse all'uso anche di mattoni rinforzati con barre di acciaio e cemento, materiale che ribattezzò "ceramica armata" ed era posato su casseforme mobili al fine di raggiungere la forma desiderata. Il costo competitivo di questa struttura, unito alle buone caratteristiche meccaniche, gli valse il titolo di architetto onorario, unico in Uruguay. L'esempio più importante è la chiesa di Cristo Operaio di Atlántida, nel 2021 dichiarata patrimonio dell'umanità dell'UNESCO.

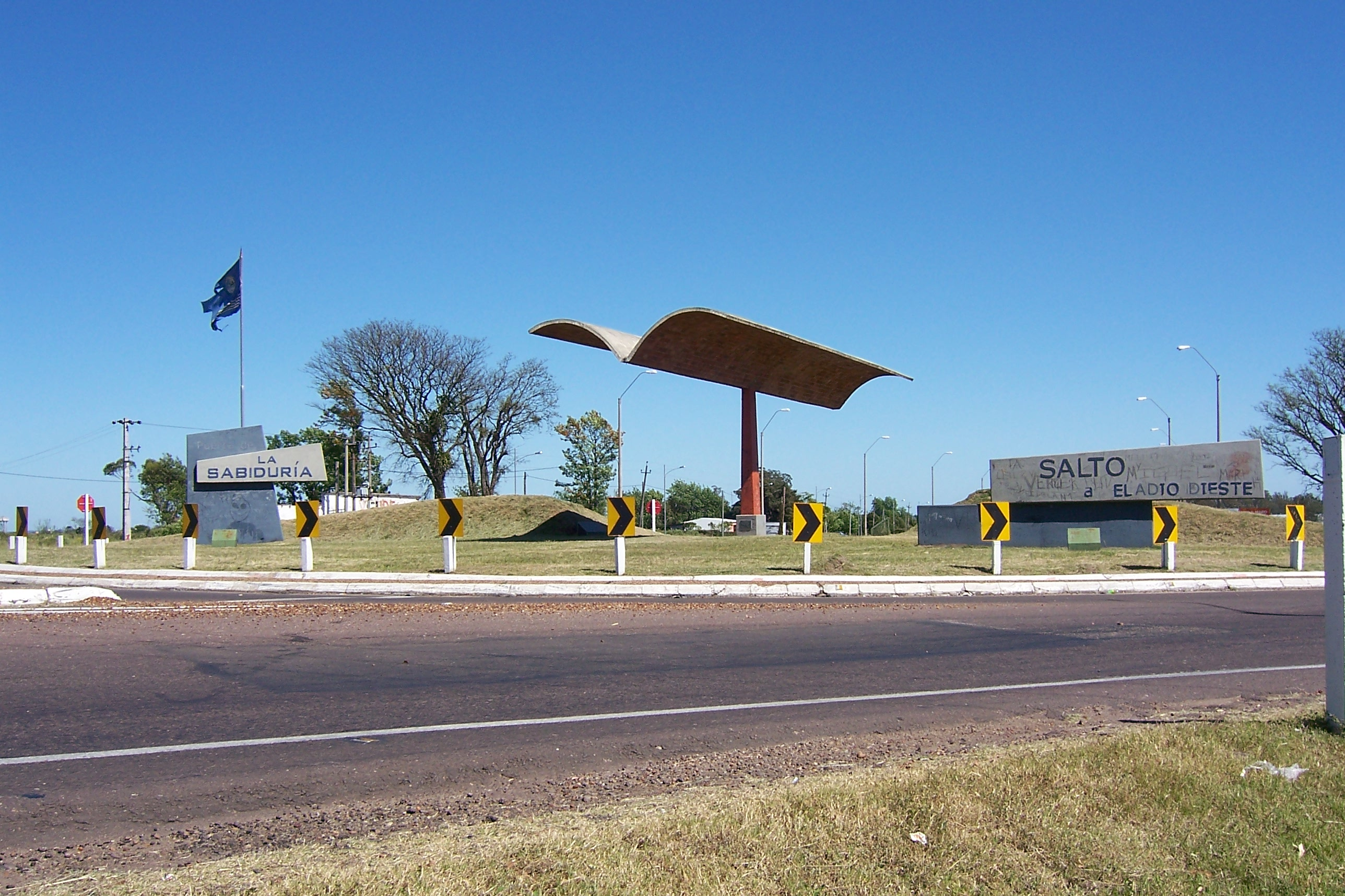
La Porta della Sapienza, soprannominata "Il Gabbiano", è un monumento a Dieste a Salto e usa le sue tecniche costruttive

Dieste è citato per il suo uso innovativo di materiali e di strutture:
(Modern Architecture since 1900, p. 575)
A proposito della struttura Dieste ha dichiarato:
(Eladio Dieste - The Engineer's Contribution to Contemporary Architecture, p. 21)
Molte delle tecniche sviluppate da Dieste per raggiungere queste forme, come il pre-carico dei laterizi e strutture mobili, sono state all'avanguardia rispetto alle tecniche contemporanee del mondo sviluppato.

## Riconoscimenti

### L'anno Eladio Dieste
L'anno 2005 fu designato "L'anno Eladio Dieste" da parte del Museo di Arte Moderna di New York, l'Università di Princeton e il MIT del Massachusetts, come omaggio all'opera di Eladio Dieste.

### Il signore dei mattoni
Il 7 e 8 ottobre 2006 si celebrò in Uruguay la "Giornata del patrimonio" dedicandola a Eladio Dieste con il tema "Tradizione e innovazione" Eladio Dieste: il signore dei mattoni.